# Кайзерлинг, Эдуард фон
Граф Эдуард фон Кайзерлинг (нем. Eduard Graf von Keyserling; 14 мая 1855 — 28 сентября 1918) — немецкий писатель и драматург из знатного прибалтийского рода, последователь литературного импрессионизма. Племянник Александра Кейзерлинга, дядя Архибальда Кейзерлинга.
Окончил гимназию в Гольдингене, в 1875—1877 гг. изучал право в Дерптском университете. Затем по не вполне ясным причинам оставил это учебное заведение и продолжил своё образование на философском отделении Венского университета. С середины 1890-х гг. жил в унаследованном после смерти матери Тельс-Паддерн в нынешней Калвенской волости Латвии, в 1908 году переехал в Мюнхен, где и провёл оставшуюся часть жизни. Практически ослепнув, диктовал свои сочинения записывавшей за ним сестре.
Дебютировал в литературе романом «Фройляйн Роза Герц. Любовь в маленьком городке» (нем. Fräulein Rosa Herz. Eine Kleinstadtliebe; 1887), выдержанном в духе натурализма.